# Pleurostachys urvillei
Pleurostachys urvillei là loài thực vật có hoa trong họ Cói. Loài này được Brongn. miêu tả khoa học đầu tiên năm 1834.